# Vulcanus (schip, 1910)
De Vulcanus was het eerste zeegaande Nederlandse motorschip. De tanker werd gebouwd door de Nederlandsche Scheepsbouw-Maatschappij voor de Nederlandsch-Indische Tank Stoomboot Maatschappij. Men koos voor een motorschip om veiligheidsredenen, want men vreesde dat de vonken die bij stoomaandrijving konden vrijkomen de lading zouden kunnen doen ontbranden.
In 1911 liep het schip bij laag water op de Goodwinbanken aan de grond tussen de lichtschepen 'Noord' en 'Oost Goodwin'. Een deel van de lading benzine werd overboord gepompt, waarna het schip weer vlot kwam. Na een jaar in Europa te hebben gevaren, vertrok het in 1912 naar Nederlands-Indië.
Eerdere tankers waren uitgerust met een stoommachine. De Vulcanus had een verbruik van 2 ton olie, terwijl een vergelijkbaar stoomschip 11 ton kolen verstookte. Daarnaast bestond de bemanning uit slechts 16 man in plaats van 30. De dieselmotor bleek zo betrouwbaar dat deze nog een tijd na de sloop in 1932 in Japan aan de wal is gebruikt.

## Eerste dieselschepen
De eerste schepen die waren uitgerust met een dieselmotor waren binnenvaartschepen, zoals de Vandal en de Petit Pierre uit 1903. In 1904 volgde met de Franse experimentele duikboot Z het eerste zeegaande schip. Het eerste koopvaardijschip dat werd uitgerust met een dieselmotor was in 1907 de Zweedse Orion. Dit was echter een zeilschip waarbij de dieselmotor van AB Diesels Motorer als hulpmotor fungeerde. In 1908 waren de Zweedse kusters Rapp en Schnapp de eerste echte zeegaande koopvaardijschepen met dieselvoortstuwing, ook met diesels van AB Diesels Motorer. Zij beschikten over een omkeerinrichting naar patent van Jonas Hesselman.
De eerste dieselschepen voor de grote vaart waren in 1910 de Italiaanse Romagna die mogelijk opgeleverd werd in oktober en de Vulcanus. De Romagna verging echter al een jaar later. In 1911 volgde nog de bij Swan Hunter & Wigham Richardson gebouwde Toiler. De Deense Selandia wordt veelal genoemd als het eerste zeegaande dieselschip, maar werd een jaar later opgeleverd. De door Burmeister & Wain gebouwde Selandia was vijfmaal groter dan de Vulcanus en daarmee een belangrijke stap voor dieselschepen.